# Tour della nazionale maschile di rugby a 15 degli Stati Uniti d'America 1990
Nel 1990 la nazionale statunitense di rugby a 15 si reca in tour in Australia, dove viene, tra l'altro, pesantemente sconfitta da Wallabies. A settembre si recano a Tokyo per affrontare la nazionale giapponese.

## Tour in Australia

### La squadra
- Capitano: B. Vizard
- Coach: B. Dawson
- Preparatore atletico: E. Ayub
- Manager : E. Schram
- Estremi

E. Withakher (Old Blues) 

R. Nelson (Los Angeles) )
- Tre quarti

C.. Williams ((Berkeley University) 

H. Hein (Old Blues) 

M. Williams (BATS) 

K. Higgins (OMBAC) 

B. Corcoran (Old Blues) 

J. Burke (Albany Knicks)
- Mediani

C. O'Brien (Old Blues) 

M. De Jong (Denver Barbarians) 

G. Goodman (Denver Barbarians) 

B. Daily (San Josè Seahawks)
- Avanti

F. Paoli '(Denver Barbarians) 

S.Gootkind (Life College) 

D. James (Old Blues) 

C.Lippert (OMBAC) 

P. Johnson (Louisville) 

J.Schraml (Milwaukee) 

W.Leversee (OMBAC) 

T. Ridnell (Old Puget Sound) 

K,Swords (Beacon Hill) 

R.Farley (Philly-Whitemarsh) 

D. Gonzales (OMBAC) 

J.Wilkerson (Belmont Shore) 

B. Clark (Boston) 

B. Vizard (OMBAC)

### Risultati
| Rockhampton 27 giugno 1990                                                                                        | Queensland B | 13 – 13            | Stati Uniti XV |  |
| \| \| \| \| \| Palm \| mt \| C. Williams, Daily \| \| \| tr \| M. Williams \| \| Palm 3 \| c.p. \| M. Williams \| |              |                    |                |  |
| |              |                    |                |  |
| Palm | mt           | C. Williams, Daily |                |  |
| | tr           | M. Williams        |                |  |
| Palm 3 | c.p.         | M. Williams        |                |  |

| Grenfell 1º luglio 1990                                                                               | NSW Country | 6 – 19          | Stati Uniti XV |  |
| \| \| \| \| \| \| mt \| Higgins, Vizard \| \| O'Brien \| tr \| \| \| Walker 2 \| c.p. \| O'Nrien 3 \| |             |                 |                |  |
| |             |                 |                |  |
| | mt          | Higgins, Vizard |                |  |
| O'Brien                                                                                               | tr          |                 |                |  |
| Walker 2                                                                                              | c.p.        | O'Nrien 3       |                |  |

| Adelaide 4 luglio 1990                                                                                               | Sud Australia | 12 – 16         | Stati Uniti XV |  |
| \| \| \| \| \| Doughty \| mt \| De Jong, Farley \| \| Fidock \| tr \| De Jong \| \| Fidock 2 \| c.p. \| De Jong 2 \| |               |                 |                |  |
| |               |                 |                |  |
| Doughty | mt            | De Jong, Farley |                |  |
| Fidock | tr            | De Jong         |                |  |
| Fidock 2 | c.p.          | De Jong 2       |                |  |

Il test match è assolutamente senza storia con ben 12 mete per i "Wallabies" contro una delle "Eagles".
| Arbitro: | Kerry Fitzgerald |

|                                                                                          |      |          |
| Lynagh 2, I. Williams 2 Daly, McKenzie Keans, Gavin Farr-Jones, Slattery Campese, Little | mt   | Leversee |
| Lynagh 8                                                                                 | tr   | O'Brien  |
|                                                                                          | c.p. | O'Brien  |
| Campese                                                                                  | drop |          |

| Melbourne 11 luglio 1990 | Victoria | 13 – 37                                     | Stati Uniti XV |  |
| \| \| \| \| \| Ryan, Classie \| mt \| Whitaker 2, Goodman Ridnell, Vizard O'Brien \| \| Cranston \| tr \| O' Brien 5 \| \| Mataku \| c.p. \| O'Brien \| |          |                                             |                |  |
| |          |                                             |                |  |
| Ryan, Classie | mt       | Whitaker 2, Goodman Ridnell, Vizard O'Brien |                |  |
| Cranston | tr       | O' Brien 5                                  |                |  |
| Mataku | c.p.     | O'Brien                                     |                |  |

Curiosità: il team di Western Australia, era di fatto una squadra di espatriati neozelandesi (14 giocatori su 15)
| Perth 15 luglio 1990 | Western Australia | 33 – 23                         | Stati Uniti XV |  |
| \| \| \| \| \| Cotter, Hurst, Mc Killop Fresher, Ellison \| mt \| Daily, C. Williams, M. Williams \| \| Johns 5 \| tr \| O'Brien \| \| Johns \| c.p. \| M. Williams 2, O'Brien \| |                   |                                 |                |  |
| |                   |                                 |                |  |
| Cotter, Hurst, Mc Killop Fresher, Ellison | mt                | Daily, C. Williams, M. Williams |                |  |
| Johns 5 | tr                | O'Brien                         |                |  |
| Johns | c.p.              | M. Williams 2, O'Brien          |                |  |

## In Giappone
| Arbitro: | Barry Leask |

| |            | |
| Goda, Kutsuki | mt         | Daily, Flay, Higgins |
| Hosokawa 2 | tr         | O'Brien 2 |
| Hosokawa | c.p.       | O'Brien 3 |
| 15.Takahiro Hosokawa 14.Tadashi Goda 13.Eiji Kutsuki 12.Seiji Hirao(cap) 11.Yoshihito Yoshida 10.Katsuhiro Matsuo 9.Masami Horikoshi 8.Sinali-Tui Latu 7.Shuji Nakashima 6.Hiroyuki Kajihara 5.Atsushi Oyagi 4.Ekeroma Luaiufi 3.Masanori Takura 2.Masahiro Kunda 1.Osamu Ota sostituti: 16.Eiji Hirotsu Non entrati : Eiji Hirotsu Kazuaki Takahashi Hirofumi Ouchi Wataru Murata Toshitsugu Yamamoto | Formazioni | 15.Ray Nelson 14.Eric Whitaker 13.Kevin Higgins 12.Joe Burke 11.Chris Williams 10.Chris O'Brien 9.Barry Daily (cap) 8.Rob Farley 7.Shawn Lipman 6.Mark Sawicki 5.Bill Leversee 4.Kevin Swords 3.Norm Mottram 2.Tony Flay 1.Chris Lippert sostituti: Butch Horwath Non entrati : Sean Allen James Keller R. Mather J. Finstuen |